# The Amazing Race (франшиза)
The Amazing Race — реалити-шоу, в которой команды из двух человек, состоящих между собой в определённого рода отношениях, участвуют в гонках вокруг света, соревнуясь с другими командами. Участникам необходимо прибыть первыми к «пит-стопам» в конце каждого этапа для выигрыша призов и продолжения гонки, а также избежать финиширования последними, что либо может окончиться выбыванием либо значительными трудностями в следующем туре. Участники путешествуют по и между странами, используя различные средства передвижения, такие как самолёты, воздушные шары, вертолёты, грузовики, велосипеды, такси, автомобили, джипни, поезда, автобусы, лодки, гужевой транспорт, а также пешком. Каждой команде выдаются подсказки, в которых указываются места назначения, а также задания, которые необходимо выполнять. Они, как правило, зависят от страны, в которой проходит очередной этап гонок, а также её культурных особенностей. Команды последовательно выбывают из гонок до тех пор, пока не остаётся три пары состязающихся, на этом финальном этапе команда, финишировавшая первой, выигрывает и получает гран-при.
Созданная продюсерами Элизой Доганьери и Бертрамом ван Мюнстером, оригинальная версия передачи транслируется в США с 5 сентября 2001 года. В период с 2003 по 2014 года шоу стало 13-кратным лауреатом прайм-тайм премии «Эмми» в номинации «Лучшая конкурсная реалити-программа», за исключением 2010 и 2013 годов, когда статуэтки ушли создателям программам Top Chef и The Voice соответственно. Неизменным ведущим американской версии программы является новозеландец Фил Кеоган. Шоу завоевало огромную популярность у зрителей по всему миру и породило несколько международных версий программы в различных странах.

## Гонка
Здесь и далее имеются в виду термины и понятия, относящиеся к оригинальной телеверсии, любые изменения в правилах международных версий будут указываться отдельно.

### Команды

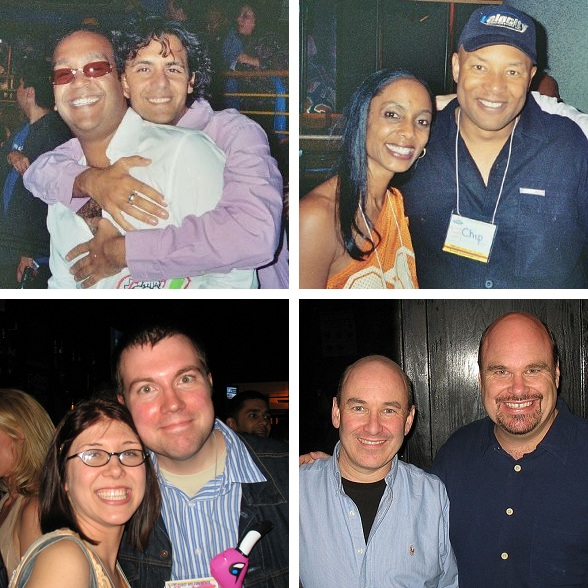
По часовой стрелке, с левого верхнего угла: лучшие друзья Дэнни и Освальд, участвовавшие во The Amazing Race (США, сезон 2) и The Amazing Race (США, сезон 11), замужняя пара Ким и Чип, принимавшие участие в The Amazing Race (США, сезон 5), братья Джерард и Кен, бившиеся за победу в The Amazing Race (США, сезон 3) и Лори и Дэвид, пара молодых людей появившаяся в The Amazing Race (США, сезон 9)

Как правило, в каждом сезоне «гонок» принимает участие 11 команд из разных городов и регионов. В команду входят два человека, состоящих между собой в определённого рода родстве или отношениях — к примеру, встречающиеся молодые пары, замужние или разведённые пары, братья и сёстры, родители и дети, друзья, товарищи по спортивной команде или работе. За всю историю телешоу было два исключения из этого правила. Первое произошло в 2013 году, когда перед стартом двадцать четвёртого сезона у одного участника команды были выявлены признаки панкреатита, второму пришлось объединиться с незнакомой участницей. Второе исключение было допущено сознательно в двадцать шестой гонке, когда члены пяти команд познакомились друг с другом лишь у стартовой черты. По задумке создателей шоу, ключевой акцент делается на развитие взаимоотношений членов команд, находящихся под постоянным давлением. На протяжении всей гонки участники делятся своими мыслями и переживаниями до начала состязаний, во время прохождения и после завершения того или иного этапа. По мнению Линды Холмс, обозревателя NPR, «стресс от взаимодействия партнёров друг с другом, стремления остаться в игре, выполнения трудных заданий, выбора между несколькими часам сна и богатством, наряду с невозможностью справиться с усталостью создают „убийственное изнурение“ (англ. killer fatigue), которое в большинстве случаев приводит к выбыванию команд из гонок».
Первоначальные правила игры требовали, чтобы между участниками одной команды существовали как минимум трёхлетние отношения, а также чтобы они не были знакомы с другими участниками. Тем не менее, данное правило периодически нарушалось. Так, Дастин и Кэндис, участницы десятой и и одиннадцатой гонок познакомились друг с другом на конкурсе красоты, а Эрик и Даниэль, принимавшие участие в девятом сезоне в разных командах по завершении гонки продолжили общаться и приняли участие в том же 11 сезоне. Участники должны обладать гражданством страны-организатора телешоу, а также быть определённого возраста, что необходимо для получения виз и беспрепятственного посещения разных стран по всему миру.
Как правило, в игре принимает участие 11 команд, однако, в четырёх сезонах их количество было увеличено до 12. Также, единственный раз формат команды из двух человек был изменен в восьмом, «семейном» сезоне американской версии игры, когда в гонке участвовали 10 команд из 4 человек, включая детей.
На протяжении всех этапов гонок каждую команду сопровождают ТВ-оператор и звукорежиссёр, записывающие каждый шаг и слово. Правилами игры установлено, что при покупке билетов на транспорт должны иметься свободные места и для сопровождающего технического персонала. В начале нового этапа происходит чередование съёмочных групп, сопровождающих команды.

### Деньги
В начале каждого тура командам выдаётся сумма денег, которая должна покрывать все расходы на протяжении этапа (еда, транспорт, снимаемое жильё, плата за вход в определённые места и т. д.). Деньги также могут потребоваться для выполнения заданий. Командам также выдаются кредитные карты для покупки авиабилетов. В первых сезонах американской версии игры командам разрешалось пользоваться кредитными картами для предварительной брони авиабилетов вне аэропортов, однако в последних сезонах эта стало запрещено.
Деньги выдаются в одинаковом количестве для всех команд в валюте страны — организатора телешоу, независимо от места нахождения, так в американской версии всегда выдаются доллары США, в норвежской — норвежские кроны и т. д. Было зафиксировано лишь одно исключение из правила, когда в 4 туре десятого сезона участникам выдалось 588.000 вьетнамских донгов (порядка $37 по курсу на октябрь 2006 года). Количества выдаваемой валюты разнится, в некоторых странах на этап выдаётся несколько сотен долларов, а в некоторых не выдаётся ничего. Правилами установлено, что все сэкономленные деньги разрешается тратить на дальнейших этапах, за исключением случаев, когда команда, финишировавшая последней, продолжает участвовать в игре, но уже без наличной валюты и багажа (см. «Конфискация денег и личных вещей»).
В случае, если команда потратила все деньги, либо оные были изъяты в описанной выше ситуации, участники могут заполучить наличные любыми средствами, которые не нарушают законодательство страны, в которой имеет место очередной этап гонки. Участники могут занять деньги у других команд, попрошайничать среди местного населения или же продать кое-что из личных вещей. Начиная с седьмого сезона участникам запретили попрошайничать в аэропортах США. Вместе с тем, участникам категорически запрещён бартерный обмен для получения каких-либо услуг.
По рассказам некоторых участников гонок, у сопровождающей съёмочной команды имеется с собой запас наличности, примерно $200, которыми можно воспользоваться в экстремальных ситуациях, но, как правило, к ним не относятся товары или услуги, имеющие отношение к процессу гонок. Тем не менее, точное количество денег из «резервного фонда» не известно, ровно как и ситуации, в которых ими можно воспользоваться.

### Опознавательные знаки
Опознавательные знаки (англ. route markers) — это флажки и метки, окрашенные в определённые цвета и обозначающие места, к которым командам нужно явиться. Большинство опознавательных знаков прикреплены к коробкам, содержащих конверты с подсказками, некоторые из них указывают на места, к которым команды должны подойти, чтобы выполнить задания, а также указывают на дороги или тропы, которым команды должны следовать.
В первом сезоне американской версии игры опознавательные знаки были окрашены в жёлто-белые цвета. Во втором цвета поменялись на жёлто-красные и с тех пор они остаются неизменными. Тем не менее, в определённых ситуациях, а также в некоторых версиях телешоу цвета могли меняться.

### Подсказки
На старте нового этапа, по прибытии к местам, отмеченным специальными знаками, а также по завершении заданий команды получают конверты, содержащие «подсказки» (англ. clues). Как правило, подсказки и указания отпечатаны на узкой вертикальной полоске бумаги, в конверте также могут находиться деньги или предметы, имеющие отношение к выполняемым заданиям. После получения конверта, команды должны вскрыть его и громко прочитать инструкции перед их выполнением. Команды должны держать конверты с подсказками при себе на протяжении всего этапа гонки. На финише конверты с подсказками отдаются техническому персоналу.
В местах с опознавательными знаками устанавливаются ящики, содержащие в себе конверты с подсказками. В ранних версиях игры в ящики помещалось по одному конверту на команду, что позволяло участникам, подсчитавшим оставшиеся конверты, точно определить текущее положение в гонке. В поздних сезонах телешоу в ящики стали класть дополнительные конверты.
В некоторых случаях подсказки могут содержаться в необычных вещах, к примеру, в объявлении, опубликованной в местной газете, либо же иметь отношение к предметам, выдаваемым на предыдущих этапах. В американской версии игры подсказки часто прикрепляются к фигурке «путешествующего гномика», являющегося маскотом спонсора телешоу, туристической компании Travelocity.

#### Информация о маршруте
В конвертах, содержащих в себе «информацию о маршруте» (англ. Route Information), указывается информация о месте, к которому должны направляться команды. Как правило, указывается лишь название их следующего пункта назначения (площади, моста, собора, магазина и т. д.). При этом, информация может относиться как к пункту, расположенному в том же городе или стране, так и к месту в другом государстве или на другом континенте. Команды должны сами решить, каким образом попасть к указанному месту как можно быстрее. Данное правило не действует на первом этапе, когда для команд заранее забронированы авиабилеты на несколько рейсов. При этом, направляя команды в труднодоступные пункты назначения, организаторы могут предоставлять командам билеты на определённые рейсы. Команды, тем не менее, вправе отказаться от предложенных вариантов и бронировать билеты на иные рейсы по своему усмотрению. В «информации о маршруте» может указываться, какой транспорт команды должны использовать для прибытия к пункту назначения. В некоторых случаях информация о пункте назначения может предоставляться в форме загадок. К примеру, командам, нашедшим в конверте флажок той или иной страны, следовало направляться в её столичный аэропорт, либо им давались указания прибыть «…в самую западную точку континентальной Европы».

#### Объезд
«Объезд» (англ. Detour) — это два задания, каждое со своими преимуществами и недостатками, одно из которых команде необходимо выполнить для продолжения гонки. В общем смысле, под «объездом» понимается выбор командой одного из заданий. Как правило, названия заданий имеют рифмованный вид, или же базируются на игре слов. К примеру, участникам гонки, находящимся в сельской местности, предлагается выбрать между заданиями «Plow» и «Fowl» (рус. Плуг / Домашняя птица). Соответственно, участникам необходимо выбирать между вспашкой нескольких борозд и загоном уток в сарай. Командам даётся краткая информация об обоих заданиях. Места для выполнения заданий находятся на удалении друг от друга. Как правило, одно из заданий не требует приложения больших физических усилий, но вместе с тем является утомительным, либо вынуждает хорошенько подумать и сосредоточиться. Напротив, второе задание может быть физически изнуряющем, либо связано с заданиями, вызывающим у участников отвращение. Перед выполнением одного из заданий команды, оценив свои возможности, должны сделать выбор в пользу одного из заданий. Вместе с тем, правила игры позволяют командам менять задания неограниченное число раз, в случае безрезультатных попыток выполнить предыдущее. Однако, это может быть связано с определёнными рисками, к примеру, с удалённостью мест выполнения заданий друг от друга либо, либо ограничению числа команд, выполняющих одно из заданий «объезда» одновременно. Оба члена команды могут участвовать в выполнении заданий. По завершении задания, команды получают конверт с подсказками для продолжения гонки. В случае невыполнения задания, команды получают шестичасовой штраф. В двадцать пятом сезоне был представлен так называемый «слепой объезд» (англ. Blind Detour), в котором участникам гонки объявлялись лишь названия заданий без какого-либо описания.

#### Препятствия

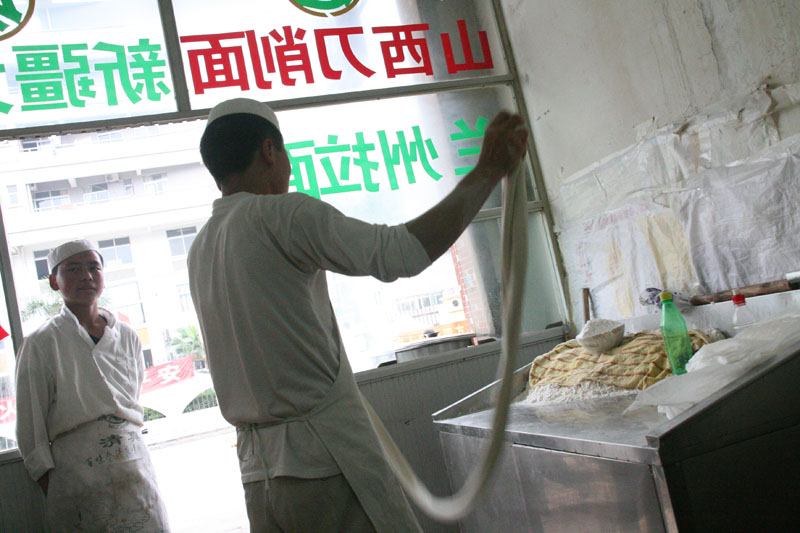
The Amazing Race (США, сезон 16), в Шанхае одному из участников команды необходимо было сделать 1 кг. лагмана.

«Препятствия», либо «задержки на дороге» (англ. Roadblock) — это задания, которые может выполнить лишь один из участников команды. Начало подсказки даётся в виде вопроса, вроде «кто действительно проголодался?» или «кто хочет спуститься вниз и испачкаться?». Базируясь только на этих неявных вопросах, а также осмотрев место, в котором необходимо выполнить задания, либо соперников, уже выполняющих его, участники команды должны решить, кто будет выполнять задание, прежде чем читать оставшуюся часть подсказки. После объявления исполнителя задания, участники, по правилам игры, сменить друг друга не могут. Пока один из участников занимается заданием, второй должен ожидать его или её в определённой зоне, не оказывая какой-либо помощи. Вместе с тем, вторый участники команд могут подбадривать своих компаньонов. После выполнения заданий, участникам вручается конверт с подсказками. В определённых случаях, в одном туре гонки могут быть несколько «препятствий», в этом случае, второе задание обязан выполнить участник, который не выполнял первое. Участники команд, не выполнившие задания, получают четырёхчасовой штраф.
В первых сезонах игры не регламентировалось количество «задержек», с которыми необходимо было справиться каждому члену команды, что позволяло одному «гонщику» выполнять практически все заданий. Начиная с шестого сезона, было введено дополнительное правило, ограничивающие число заданий, выполняемых одним из партнёров, приводившее в тому, что число выполняемых заданий должно было быть примерно одинаковым. Хотя в последующих сезонах это правило не озвучивалось организаторами в явной форме, участники гонок очень часто в обсуждении, кому следует выполнить задания, говорили, что «…я уже выполнил все свои препятствия» или «кажется, у меня осталось одно про запас». В девятом сезоне число «препятствий», выполняемых одним участником было ограничено семью. В восемнадцатом было введено правило, что каждый участник гонки должен справиться с не более чем пятью «препятствиями» до начала финишного этапа. Ограничения на выполнение заданий не применялись в «семейном сезоне». После трансляции финала двадцать четвертой гонки, ведущий Фил Кеоган, отвечая на вопрос фаната телешоу, отметил, что к началу 10 этапа всем «гонщикам» предписывалось выполнить не более чем шесть задержек, однако в 11 и 12 этапах гонок ограничений на выполнение «задержек» не было.

#### Быстрый переход

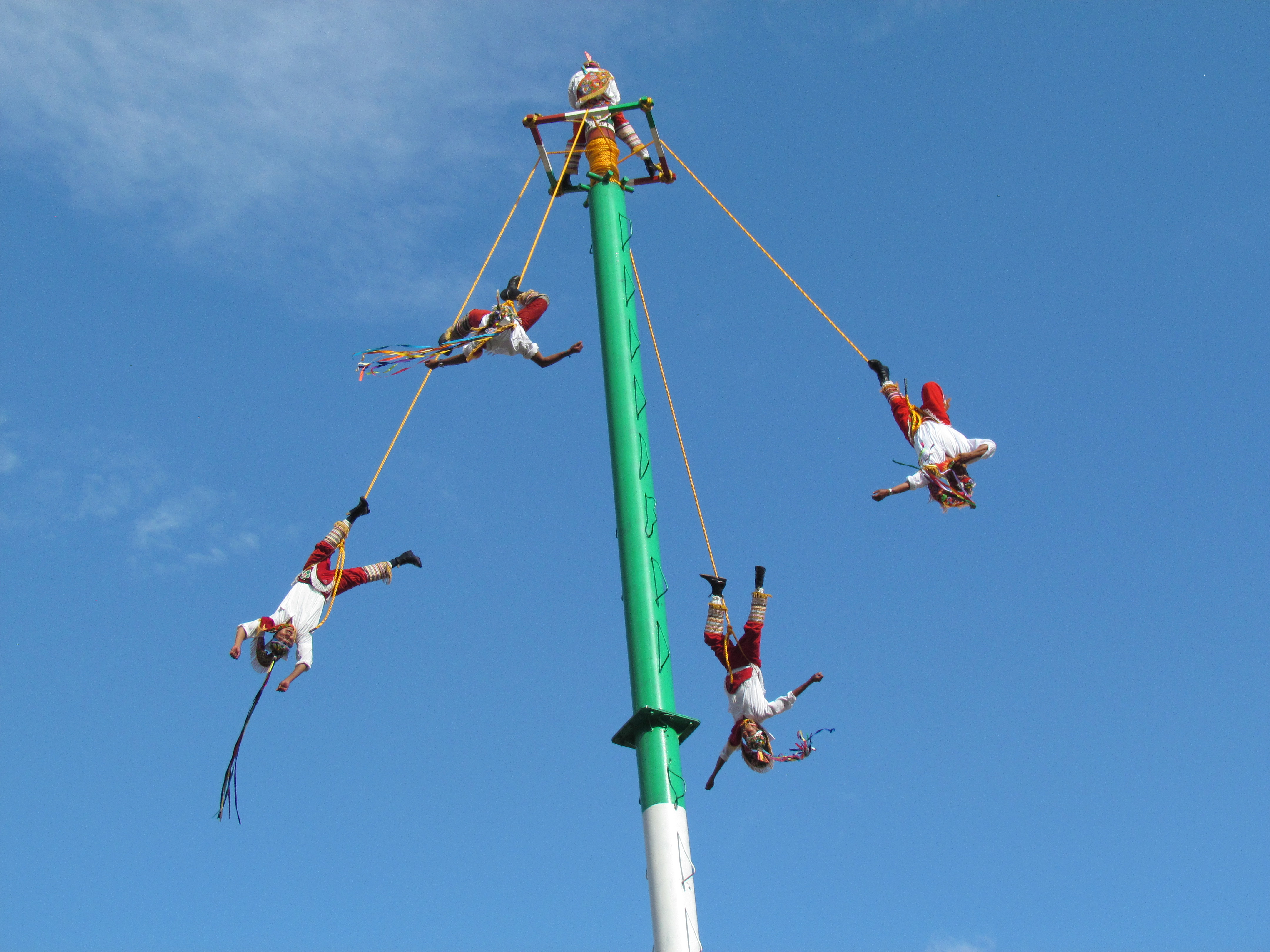
В 3 сезоне для «быстрого перехода» участникам нужно было поучаствовать в воладоре.

«Быстрый переход» (англ. Fast Forward) — это задание, выполнение которого позволяет участникам гонки направиться прямиком к финишной прямой. Описание задания для «быстрого перехода» вкладывается в конверт, в котором есть также информация об «объезде» или «задержках на дороге». Правом на «быстрый переход» можно воспользоваться лишь один раз на протяжении всей гонки. При этом, только одна команда может совершить «быстрый переход» в течение одного тура. Исключением из этого правила являются ситуации с выполнение заданий на «перекрёстке», когда участники могут попытаться воспользоваться «быстрым переходом» самостоятельно, либо работая в паре с другой командой. Выполнение заданий «быстрого перехода» не гарантирует участникам первого места, либо не выбывания из гонки. Несколько команд могут попытаться выполнить задание одновременно или друг за другом, но право на «быстрый переход» присуждается команде, справившейся первой.
В первых сезонах американской телеверсии участникам предлагалось выполнить «быстрый переход» в каждом туре гонки. Начиная с пятого сезона число «быстрых переходов» сократилось до двух на всю гонку, а с четырнадцатого — до одного. Однако, при трансляции этого сезона не было указано, что участники могли бы воспользоваться правом на «быстрый переход», также как и описанием задания. В интервью по завершении гонки участники рассказывали, что у них была возможность совершить переход, но ни одна команда воспользоваться шансом не захотела. В восемнадцатом, девятнадцатом и двадцать четвертом сезонах «быстрый переход» также не появлялся в эфире, но не указывалось, было ли это сделано по задумке создателей телешоу, либо отказа всех участников от выполнения задания. В двадцатой гонке, наоборот, участникам предлагалось воспользоваться «быстрым переходом» в трёх турах гонки, чем три команды и воспользовались.

#### Возврат в прошлое

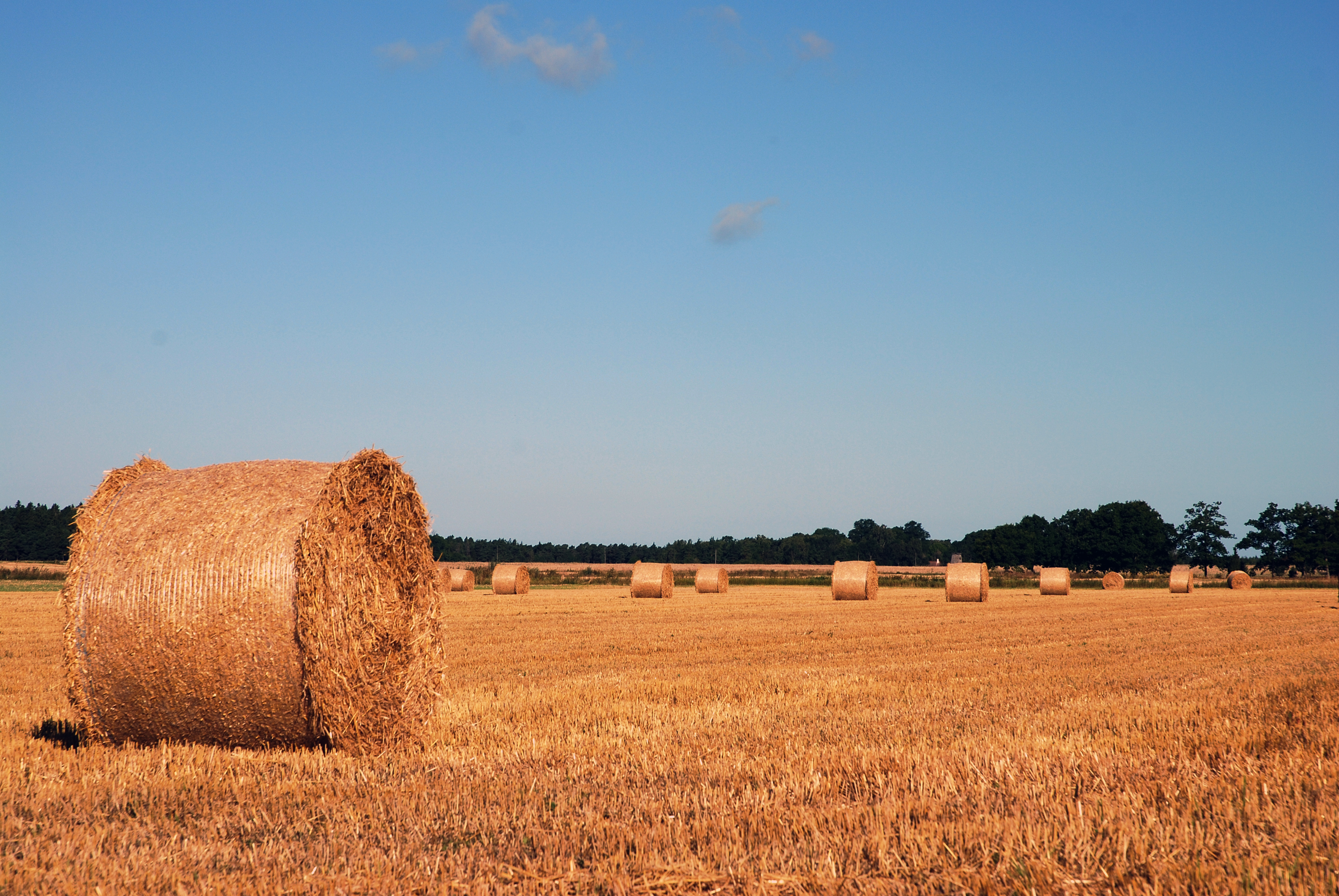
Задание с поиском конверта в стогах с сеном стало самым трагичным и запоминающимся эпизодом шестого сезона

«Возврат в прошлое» (англ. Switchback) — концепт игры, впервые представленный в пятнадцатом сезоне. По задумке авторов, участники телешоу должны были выполнять самые сложные задания из предыдущих гонок. Впервые «возврат в прошлое» был представлен в виде повторения задания-«препятствия» из шестого сезона. Тогда, во время пребывания в Швеции, участница гонки Лена Йенсен на протяжении 10 часов раскатывала стоги с сеном в поисках конверта с подсказкой, прежде чем ведущий явился к месту выполнения задания и объявил, что она и её сестра Кристи выбыли из гонки. Второй раз концепт был реализован в двадцатой гонке, он являлся ретроспективой задания для «быстрого перехода» во время «индийских этапов» пятого и седьмого сезонов, а именно чудакараны — ритуального бритья налысо. В двадцать первом сезоне, в Нидерландах имело место «задержка» из гонки № 12, отдающая должное одному из самых скандальных эпизодов, когда 68-летний Дональд Йерусек, во время прыжков с шестом через каналы несколько раз падал в канал, промок и ради выполнения задания разделся до нижнего белья, шокировав своим решением соперников, съёмочный персонал и местных жителей. В двадцать втором сезоне были представлены два «возврата в прошлое»: «задержка» из швейцарского этапа четырнадцатой гонки, когда участникам необходимо было доставить четыре 23-килограммовые головки швейцарского сыра с вершины холма к подножию, используя традиционные сани. Во втором случае также была представлена «задержка» — в Вашингтоне одному из участников необходимо было отыскать в районе залива Тидал «шпиона», прошептать ему пароль для того чтобы получить от него код к дипломату, содержащему конверт с очередной подсказкой; это задание впервые было представлено в восьмой гонке. В двадцать пятом сезоне было представлено «препятствие» из пятого, в котором одному из участников необходимо было вспахивать рисовое поле с помощью вола с плугом для того чтобы найти в грязи конверт с подсказкой. В двадцать седьмом сезоне имело место повторение самого первого задания телешоу — банджи-прыжка в каньоне реки Замбези.

### Помехи
Помимо подсказок и заданий, команды могут встретить различные помехи, созданные организаторами игры, которые могут серьезно притормозить их продвижение или сказаться на их итоговом месте.

#### Уступи дорогу
«Уступи дорогу» (англ. Yield) — дополнительная помеха, впервые представленная в пятом сезоне, позволяющая одной команде задержать иную на определённое количество времени. Как правило, знак «уступи дорогу» устанавливается рядом с коробкой с подсказками, поэтому, прежде чем достать и вскрыть конверт, участники необходимо разобраться с ней. Команда, которая хочет «затормозить» другую, должна разместить две фотографии — соперников в раздел «уступите нам дорогу» и их собственную — в раздел «с любезного позволения от…» (англ. Courtesy of). Когда обязанные уступить дорогу гонщики прибывают на место, они должны перевернуть песочные часы и ожидать. Команды могут воспользоваться данной задержкой лишь один раз за всю гонку. Уступить дорогу на этапе гонки должна лишь одна команда. Однако, одна и та же команда может быть помечена на различных этапах гонки. В случае, если команда теряет свою фотографию, она не может воспользоваться данным препятствием. Если была помечена команда, которая уже прошла дальше, то препятствие считается недействительным.
В пятом сезоне американской телеверсии участников гонки не предупреждали о помехе. Начиная с 6 сезона в конверты с указанием «информации о маршруте» стало вкладываться предупреждение, что там их ожидает знак «Уступи дорогу». Он присутствовал на каждом этапе, кроме финального, в пятом сезоне, по два раза встречался в сезонах с 6 по 8 и по три раза — в сезонах с 9 по 11. После, от данного концепта было принято решение отказаться, так как был введен новый вид препятствия, «Разворот». Тем не менее, знак «Уступи дорогу» присутствует в различных международных версиях игры.
В втором сезоне израильской телеверсии был представлен альтернативный вариант помех типа «Уступи дорогу» и «Разворот». Состязающиеся на определённом этапе гонки должны были проголосовать за одну из команд, которая позднее должна была бы уступить дорогу. В дебютном сезоне филиппинской версии игры использовались три разных варианта препятствия. Наряду с американским и израильским форматами был введен "анонимный знак «Уступи дорогу» (англ. Anonymous Yield), суть которого заключалась в том, что команда, наметившая свою «жертву», могла не вклеивать свою фотографию, и, таким образом, оставаться неизвестной. Позднее данный концепт был перенят в американской версии правда, для иного задания и известен ныне как «Слепой / Анонимный разворот» (англ. Blind/Anonymous U-Turn). Однако, во второй гонке формат препятствия был уже более схожим с израильским. Для указаний «жертв» по помехам «Уступи дорогу» и «Разворот», появляющимся почти в каждом туре игры, состязающимся необходимо было проголосовать на так называемой «доске для голосования» (англ. Voting Board), но не в начале тура, а в процессе его прохождения этапа. Также, в отличие от израильской версии, проголосовавшие команды не были в курсе того, какая «команда-жертва» должна была выполнить то или иное задание.

#### Разворот
«Разворот» (англ. U-Turn) — помеха, впервые представленная в двенадцатом сезоне в качестве замены «Уступи дорогу». По правилам игры, она всегда следовала после задания «объезд». Суть её заключается в том, что команда, выполнившая одно из заданий «объезда», может обязать конкурентов, находящихся позади них, выполнить оба задания. Также как и в препятствии «Уступи дорогу» участники команды должны разместить две фотографии — в разделах «разворот» и «с любезного позволения от…», состязающиеся не могут воспользоваться препятствием, если теряют фотографии. Если участники одной команды «разворачивают» конкурентов, уже ушедших вперед, то препятствие считается недействительным. В этом случае, упоминание о препятствии не будет транслироваться в итоговой смонтированной версии. Команда имеет право воспользоваться данной помехой лишь один раз за всю гонку. Участников гонки могут предупреждать о ней на старте этапа, по прибытии на место выполнения заданий «объезда» и / или в конвертах, содержащих «информацию о маршруте». Предупреждения появлялись в разных местах, в зависимости от сезона гонки. Как правило, участники гонки в курсе того, кто находится позади них, но им не сообщается, какие команды ушли вперед.
Начиная с четырнадцатой гонке командам была представлена вариация помехи, «слепой разворот» (англ. Blind U-Turn), заключающаяся в отсутствии раздела «с любезного позволения от…» и, соответственно, возможности сохранять анонимность для команд, желающих затормозить соперников. Во втором сезоне австралийской телеверсии помеха была известна как «анонимный разворот» (англ. Anonymous U-Turn). Начиная с семнадцатой гонки в игре присутствует «двойной разворот» (англ. Double U-Turn), позволяющий двум командам затормозить соперников. Правилами игры предусмотрено, что одна команда может пометить соперников лишь один раз, одна команда не может быть «развернута» два раза. Команда, которая обязана выполнить второе задание, прежде чем приступить к выполнению, может воспользоваться правом притормозить соперников, находящихся позади них. В гонке № 18 был представлен «автоматический разворот» (англ. Automatic U-Turn), в котором команда, занявшая последнее место на предыдущем этапе, должна была выполнить оба задания «объезда». Данный тип помехи под названием «Гандикап» использовался также во всех гонках норвежской версии телеигры и в четвертом сезоне латиноамериканской. С девятнадцатого по двадцать второй сезон, помеха была немного видоизменена — участникам не нужно было носить с собой фотографии, соперников они выбирали на сенсорной панели. В двадцать первой гонке был представлен «двойной слепой разворот» (англ. Blind Double U-Turn), сочетающий в себе особенности ранее представленных помех.
Во второй гонке израильской телеверсии была представлена оригинальная вариация помехи, заключающаяся в том, что на старте каждого тура участники гонки голосовали за одну из команд-соперников. Если несколько команд набирали одинаковое число голосов, то все они должны были выполнить оба задания «объезда». Данный формат, наряду с классическим, был использован во втором сезоне австралийской и первом сезоне филиппинской телеверсии. В последнем случае, он известен как «принудительный разворот» (англ. Forced U-Turn). В третьей израильской гонке участники «двойного разворота» определялись следующим образом — одна команда, посредством голосования на старте набравшая наибольшее число голосов, в свою очередь, могла также «развернуть» кого-либо из своих обидчиков. Эта идея была позднее перенята в китайской телеверсии.

#### Перекрёсток
«Перекрёсток» (англ. Intersection) — тип помех, фигурировавший в десятом, одиннадцатом и шестнадцатом сезонах американской телеверсии. Его суть заключалась в том, что участников одной команды обязали объединиться с участниками иной, выполнять задания, принимать совместные решения вплоть до дальнейшего уведомления. В случае, если одна команда прибывали к знаку «перекрёстка» раньше остальных, участникам необходимо было ожидать оставшихся. «Гонщикам» позволялось не объединяться с первыми прибывшими, они могли подождать тех участников, с которыми у них сложились партнёрские отношения. В случае, если несколько команд подходили к перекрестку, они могли обсудить, кто с кем хочет сотрудничать. Участников гонки никак не предупреждали о помехе. Диапазон того, что необходимо было выполнять совместно, варьировался от прохождения части маршрута до выполнения заданий «задержек на дороге» и «быстрого перехода». В первом сезоне австралийской телеверсии «перекрёсток» появлялся дважды, в одном случае предусматривался определённый набор штрафов для команд, избегающих сотрудничества с другими, либо же нарушающим правила совместного выполнения заданий.

#### Двойная битва / Вбрасывание
В некоторых международных версиях игры присутствует уникальная помеха, вынуждающая некоторые команды соревноваться друг с другом в выполнении заданий. Команда-победитель получает конверт с подсказкой, когда как проигравшая команда должна ожидать следующую команду. Последняя команда получает штраф, чаще всего 15-минутную задержку. Впервые данный концепт был представлен во втором сезоне латиноамериканской телеверсии, где он был известен как «перекрёсток» (англ. Intersection), несмотря на кардинальное отличие от одноимённой помехи в иных версиях игры. Под этим же названием помеха прсутствовала во второй норвежской гонке. В израильской версии игры она известна как «двойная битва» (англ. Double Battle), в китайской — как «противостояние» (англ. Versus), во второй филиппинской гонке — как «дуэль» (англ. Duel), а в третьей канадской — как «вбрасывание» (англ. Face Off). В китайской версии команда, не сумевшая завершить «противостояние», должна была ждать 15 минут, пока последняя проигравшая команда отбудет свой 15-минутный штраф, а затем ещё дополнительные 15 минут. В канадской версии, команда, не способная справиться с «вбрасыванием» получала 4-часовой штраф на пит-стопе. В случае, если все иные команды прошли «вбрасывание», независимо от того, выиграли они или отбыли 15-минутный штраф, последняя нечетная команда штрафа не получала.

##### Перекрёсток с противостоянием
«Перекрёсток с противостоянием» (англ. Intersection with Integration Versus) был впервые представлен во втором сезоне китайской телеверсии. Сочетая в себе особенности обеих помех, он предназначался для определения сильнейших в парных соревнованиях команд. Первые четыре команды, прибывшие на место проведения соревнований должны были путём голосования выбрать себе соперников в пару. В случае, если они одновременно выбирали друг друга, им позволялось приступить к разрешению помехи. Задание, как правило, было связано с состязаниями один-на-один, либо выполнении оных на время. Команда, победившая в схватке, или выполнившая задание быстрее соперников зарабатывала два очка. После пяти раундов, команда, набравшая большее количество очков автоматически занимала первое место на этапе. Второй команде приходилось повторить соревнование, набравшая же наименьшее количество очков выбывала из гонки.

### Этапы гонки

#### Структура
Каждый этап игры подразумевает, что соревнующиеся команды начинают гонку со старта на первом этапе или же с пит-стопа на всех остальных, путешествуют по определённому маршруту, в ходе которого выполняют задания, чаще всего, один «объезд» и одно «препятствие» и направляются к следующему пит-стопу. Задание каждой команды — пройти маршрут как можно быстрее, поскольку финиширующие первыми участники гонки получают награды — полностью оплаченные пакетные туры, денежные средства, новые автомобили, различные виды автомототранспорта, каяки и иные плавсредства, развлечения, предоставляемые на время пит-стопа или же определённые преимущества, которыми можно воспользоваться на дальнейших этапах (см. «Экспресс-проход», «Проход-спасение» и «Удвоение выигрыша»). Как правило, команда, занявшая последнее место на этапе, выбывает из гонки, но иногда им позволяют продолжить её, но с учётом того, что они обязательно столкнутся с дополнительными проблемами на следующем этапе (см. «этапы без выбывания»). Когда команды не находятся в процессе выполнения заданий или путешествия с места на место, им позволяется пользоваться свободным временем по своему усмотрению. Чтобы сэкономить деньги, команды вольны ночевать на улице вместо съёма номера в отеле, а также питаться самой дешевой пищей.

#### Стартовое задание
В первых сезонах телешоу как такового стартового задания не существовало — командам было необходимо добежать на рюкзаков, в которые вкладывались конверты с подсказками и направиться в аэропорт. В пятнадцатом, а также начиная с восемнадцатого сезона на старте команды должны были выполнить некоторое задание для того, чтобы получить пресловутый конверт и продолжить гонку. Как правило, задание связано с нахождением предмета, дающего намек на их следующий пункт назначения, например, автомобильный номер с кодом страны, региона или города, в который необходимо направиться, либо же эмблему национальной авиакомпании. В восемнадцатой и девятнадцатой гонках команда, хуже всех справившаяся со стартовой задачей, получала дополнительный штраф (см. «Опасность»). В 15-м сезоне, команда, потратившая на выполнение задание больше всего времени, выбыла из гонки спустя пару минут после её начала.
В The Amazing Race Australia v New Zealand, команды, представляющие два государства, должны были перетягивать канат, проигравшие получали 10-минутную задержку.

#### Экспресс-проход
«Экспресс-проход» (англ. Express Pass), впервые появившийся в семнадцатом сезоне, представляет собой преимущество в гонке, которым награждаются участники, финиширующие на первом этапе. Оно заключается в том, что оно позволяет не выполнять любое задание, кроме «быстрого перехода» один раз в течение гонки. Правилами игры предусмотрено, что участники обязаны воспользоваться этим преимуществом до конца 8-го этапа гонки. В латиноамериканской телеверсии оно известно как «Прямой проход» (исп. Pase Directo), а в норвежской — как «Свободный проход» (норв. Fripass). В двадцать второй гонке победители первого этапа получали два «экспресс-прохода», один из которых, однако, им нужно было вручить другой команде до конца четвертого круга, а в двадцать третьей и двадцать четвертой — до конца пятого круга. В двадцать пятом сезоне для получения «экспресс-прохода» необходимо было выполнить дополнительное задание прямо перед финишной прямой, что позволяло командам выбор — заполучить преимущество, либо занять гарантированное первое место. В гонке № 27 команда, выигрывавшая «экспресс-проходы» должна была использовать один до конца пятого этапа гонки. После того, как они использовали свой «проход» на одном этапе, на следующем они должны были передать второй иной команде, а команда-получатель, в свою очередь, должна была воспользоваться им на последующем этапе,
Если учитывать международные версии телеигры, всего «экспресс-проход» был вручен 38 командам. 18 из них сумели дойти до последнего этапа гонки, три стали победителями. Две команды выбыли из гонки, имея на руках преимущество.

#### Проход-спасение
«Проход-спасение» (англ. Salvage Pass) был впервые представлен во втором сезоне австралийской версии игры в качестве награды победителям первого этапа. Команда, получившая данное преимущество могла получить преимущество в один час на старте следующего этапа, либо спасти от вылета команду, занявшую последнее место. Он также фигурировал в филиппинской телеверсии, наряду с «экспресс-проходом», однако, участники получали лишь 30-минутное преимущество. «Проход-спасение» присутствовал и в третьей израильской гонке.

#### Сэйв
«Сэйв» (англ. Save) — единожды представленное в двадцать пятом сезоне преимущество, вручаемое победителям первого тура вместо «экспресс-прохода». Оно позволяло избежать выбывания из гонки один раз до конца 9 этапа. В случае, если команда пыталась воспользоваться им на «этапе без выбывания», ведущий возвращал его команде. По желанию, его также можно было передавать другой команде.
Похожее преимущество присутствовало в китайской телеверсии. Оно заключалось в том, что команда, выигравшая его, должна была вернуть в гонку одну из ранее выбывших команд.

#### Опасность
«Опасность» (англ. Hazard) — единожды представленный в девятнадцатом сезоне штраф, который получила команда, хуже всех справившаяся со стартовым заданием. На одном из последующих этапов, после выполнения «объезда», команда получала указание прибыть в место назначения, отличное от того, куда направлялись остальные, чтобы выполнить дополнительное задание. В него был вовлечен лишь один участник.

#### Удвоение выигрыша
В двадцать первом сезоне присутствовала опция удвоения выигрыша (англ. Double Your Money), согласно которой победители гонки могли бы выиграть гран-при в размере не $1.000.000, а $2.000.000, в случае, если они завершили первый этап на первом месте. Тем не менее, команда, финишировавшая первой на начальном этапе в дальнейшем выбыла из гонки. В дальнейшем, от данной концепции организаторы шоу отказались, вместо этого, для команд, занявших первое место на первом этапе предназначались два экспресс-прохода.

#### Вторжение
Вторжение (англ. Invade) — концепция, единожды представленная во втором сезоне китайской телеверсии. «Команда-захватчик» начинала гонку на одном из поздних этапов. В случае, если на «этапе вторжения» им не удавалось занять первое место, к примеру, в 9-м туре или первое-второе на 7-м, они исключались из гонки. Если им это удавалось, выбывала последняя прибывшая к пит-стопу команда, а захватчики могли принять участие на финальных этапах.

#### Пит-стоп

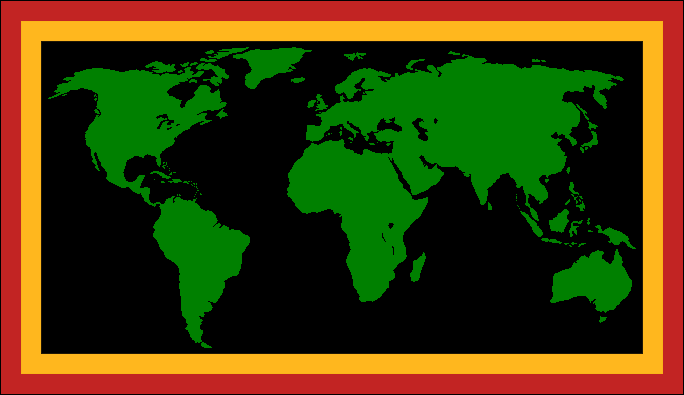
На пит-стоп указывает особый настил, рядом с которым находится ведущий и местный житель

Пит-стоп (англ. Pit Stop) — финальный пункт назначения на каждом этапе гонки. На каждом пит-стопе для участников предусмотрено свободное время, позволяющее им принять пищу, выспаться и пообщаться с соперниками. Организаторы шоу предоставляют ночлег, варьирующийся, в зависимости от месторасположения от палатки или раскладушки до полноценного номера в хорошем отеле и бесплатную еду. Во время пит-стопов съёмочная команда записывает интервью с участниками гонки для того, чтобы получить начитанный текст для окончательного монтажа эпизода. Командам не разрешено покидать место, где расположен пит-стоп, в остальном они вольны пользоваться свободным временем по своему усмотрению. В некоторых случаях организаторы изолировали команды друг от друга. Во время пит-стопа команды могут попросить сдать материалы, предоставленные организаторами на предыдущих этапах — конверты с подсказками, карты, дополнительные инструкции. Команды должны быть готовы к старту на следующем этапе, когда время отдыха подходит к концу. В некоторых сезонах упоминалось, что участникам предоставлялось 12 часов на отдых, к примеру, команда, финишировавшая в 21:00, должна была стартовать в 9:00 следующего дня. Однако, уже после завершения гонки, некоторые участники сообщали в частных интервью, что это время может изменяться. К примеру, в Тунисе из-за песчаной бури старт нового этапа был перенесен более чем на сутки. В некоторых случаях организаторы намеренно изменяют место финиша и место старта.

#### Этапы с удвоенной протяженностью
Этапы с удвоенной протяженностью (англ. Double-length legs) периодически появляются в различных версиях игры. Как правило, в окончательном монтаже они представляют собой 2-часовые эпизоды, в середине которых появляется характерная надпись «Продолжение следует…». Их особенность заключается в том, что ведущий на пит-стопе объявляет командам, что они должны продолжить гонку и вручает им очередной конверт с подсказками. Ещё одной особенностью является язык написания подсказок, направляющих участников гонки к пит-стопу, к примеру, отсутствует стандартная фраза «последняя прибывшая команда может быть исключена из гонки». Для усиления драматического эффекта могут соблюдаться процедуры как на обычном пит-стопе. Данная концепция игры появилась исключительно благодаря производственной необходимости. В шестом сезоне, 6-й тур, проходивший в Венгрии, планировалось сделать стандартным «этапом без выбывания», который должен был повлечь серьезные штрафы для последней финишировавшей команды (см. «Конфискация денег и личных вещей»). Однако, продюсеры телешоу лишь в последний момент узнали, что попрошайничество в Венгрии — противозаконное явление, что практически лишало шансов последнюю команду каким-либо образом продолжить гонку. Было принято решение отказаться от пит-стопа и растянуть эпизод. Занявшая последнее место команда просто получила очередной конверт. Организаторам игры пришлось наскоро смонтировать видео с указанием очередного пункта назначения.
Впоследствии, данные этапы неизменно стали появляться с седьмого по десятый сезоны, во всех сезонах латиноамериканской и австралийской телеверсий, двух сезонах — канадской. В некоторых последующих сезонах американской телеверсии стали появляться два подобных этапа. Финал восьмой гонки впервые стал «удвоенным». В дебютной «филиппинской» гонке также присутствовал финальный «удвоенный тур», известный как «супер-этап» (англ. Super Leg).

#### Этапы без выбывания команд
На «этапах без выбывания» (англ. Non-elimination legs) командам, финиширующим последними, объявляется, что они могут продолжать участвовать в гонке. Число таких этапов, а также их очередность варьируется. Как правило, двух подряд «этапов без выбывания» не бывает. До четвертого сезона участники не несли никаких штрафов за финиширование последними. В первом сезоне французской версии телешоу участники также не наказывались. Начиная с пятой гонки для команд, финиширующих на последнем месте стали применяться определённые штрафные санкции на следующем этапе гонок:

##### Конфискация денег и личных вещей
С пятого по девятый сезоны у команд, занявших последнее место в «этапе без выбывания» изымались все наличные деньги. Также они не получали никаких средств на старте следующего этапа, что приводило к необходимости попрошайничать среди местного населения, чтобы покрыть расходы на такси или проезд на автобусе или поезде. Вдобавок к этому, в сезонах с седьмого по девятый, участники последней финишировавшей команды должны были сдать все личные вещи (англ. Stripped of money and belongings), кроме документов и одежды, в которую они были облачены во время финиша. Впоследствии, участники многих команд, полагающие, что находятся на последнем месте, перед финишем специально надевали на себя столько вещей, сколько могли.

##### Кандидаты на выбывание
В десятом, одиннадцатом сезонах, а также большинстве международных телеверсий, участники последней финишировавшей команды являлись «кандидатами на выбывание» (англ. Marked for elimination). В случае, если на следующем этапе им не удавалось занять первое место, на пит-стопе они получали 30-минутный штраф, что давало возможность успеть финишировать командам, шедшим позади них. В случае, если к финишу приходили все команды раньше «штрафников», последние выбывали из гонки.

##### Ограничитель скорости
Начиная с двенадцатой гонки основным типом штрафа для финишировавших последними на предыдущем этапе стало дополнительное задание, «ограничитель скорости» (англ. Speed Bump), которое они должны были выполнить в определённый момент на следующем этапе. Предупреждение о том, что команде необходимо дополнительное задание, обычно вкладывается в конверт с подсказками. Знак «ограничения скорости», точно так как и «уступи дорогу» появляется над коробкой с конвертами и содержит фотографии «участников-штрафников». Команда, справившаяся с заданием, либо получает очередной конверт на месте выполнения, либо ей приходится возвращаться к коробке с конвертами. Если команда не справляется с заданием, она получает 4-часовой штраф на пит-стопе. Как правило, эти задания не требуют больших физических усилий и не отнимают много времени, поэтому большинство команд получает возможность догнать ушедших вперед соперников.

##### Иные штрафы
В норвежной версии телеигры впервые был представлен новый тип помех «Гандикап» (норв. Handikap). Его особенность заключалась в том, что при выполнении заданий «объезда» «штрафникам» нужно было выполнить обе задачи. На этапе «задержек на дороге», одному участнику доставалось то же самое задание, что и остальным состязающимся, однако, в более усложнённом формате. К примеру, участникам необходимо было собрать 50 предметов, «штрафнику» же — все 75.
Во вьетнамских «гонках», команде, занявшией последнее место на «этапе без выбывания», необходимо было определиться с выбором — сдать все свои деньги и личные вещи, не получая при этом на следующем этапе ничего, кроме конверта с подсказкой, либо рискнуть и занять первое место на следующем этапе. В противном случае, они автоматически выбывали из гонки.
В украинской версии игры команда, занявшая последнее место на «этапе без выбывания» получала часовой штраф на следующем пит-стопе, независимо от занятой итоговой позиции.
Во втором сезоне китайской версии штрафные санкции были куда более снисходительны к командам, занявшим последние места на этапе. В одном случае «штрафникам» нужно было провести ночь на улице, вместо положенного отеля, в другом — лететь экономклассом, когда как остальные участники путешествовали бизнес-классом.

#### Необычные выбывания из гонки
В истории телешоу присутствовали случаи, в которых команды выбывали из гонки не на пит-стопе, а также когда вылетали две команды.
- десятом сезоне[англ.] команда, медленнее всех прошедшая половину первого этапа гонки, неожиданно для остальных участников выбыла из неё. Подобные случаи были в двадцать пятой[англ.] и двадцать шестой гонках[англ.], однако, команды выбывали при самом медленном прохождении половины финального этапа.
- На старте пятнадцатой гонки[англ.] ведущий объявил участникам 12 команд, что было зарезервировано лишь 11 авиабилетов. Команды, справляющиеся с заданием, получали указание следовать в аэропорт, тогда как последняя команда выбыла из гонки спустя пару минут после её начала. Команда, занявшая последнее место на финише первого этапа, продолжала гонку и не несла никаких штрафов. Аналогичный случай произошел и в The Amazing Race: China Rush 3[англ.].
- В девятнадцатом сезоне[англ.] впервые был представлен «этап с выбыванием двух команд» (англ. Double-elimination leg), в котором из гонки исключались соответственно, последняя и предпоследняя команды. Аналогичный этап фигурировал в четвертом[англ.] и пятом сезонах латиноамериканской версии[англ.], а также во втором сезоне «филиппинских гонок»[англ.].
- Во втором сезоне израильской телеверсии[англ.] также присутствовал «этап с выбыванием двух команд», в котором, однако, одна команда выбывала из гонки не на старте, а по прибытии в аэропорт, а вторая команда — на финише. Выбывание из гонки команды, явившейся последней в аэропорт, присутствовало и в первом сезоне «норвежских гонок»[англ.], но в отличие от израильской, команда, занявшее последнее место на этапе, продолжала состязание.

#### Финальный этап
На «финальном этапе» (англ. Final leg) за гран-при сражаются три лучшие команды гонки. В ранних сезонах американской телеверсии финальный этап представлял собой «этап без выбывания» или «этап с удвоенной протяженностью», в которых первая половина проходила в соседних с США государствах, либо на отдалённых штатах (Гавайи, Аляска, Ямайка, Канада), а вторая половина — в крупном городе на континентальной части страны. Однако, в последних сезонах телешоу финальный этап представляет собой стандартный эпизод, в котором команды сразу направляются в США. В некоторых международных версиях игры, например, в австралийской, финальный этап всё ещё включает промежуточный пункт назначения.
На финальном этапе команды должны выполнить все задания, прежде чем направиться к финишной прямой, представляющей собой огромный настил с логотипом игры. Прибывающие команды встречают ведущий и ранее выбывшие команды. Как правило, финишируют все три команды. В очень редких случаях команде, находящейся далеко позади от победителей, вручается конверт с результатами гонки. В истории гонки подобное происходило лишь два раза — в первом и четвертом сезонах.
В поздних сезонах американской версии, а также в большинстве международных на финальном этапе присутствует задание, касающееся мест, которые участники посетили в ходе гонки. К примеру, от финалистов требуется расположить флаги посещённых стран в том порядке, в каком они их посещали с первого по последний этапы, либо проделать то же самое с национальной одеждой людей, встречавших участников на пит-стопе. В большинстве случаев это предпоследнее или последнее задание игры.

### Правила и штрафы
Несмотря на то, что официальный свод правил игры не был опубликован, в каждой версии или сезоне телеигры раскрываются некоторые предписания, обязательные для исполнения.

#### Правила
Все участники гонки обязуются следовать правилам гонки. Нарушение некоторых из них может повлечь определённые штрафы, которые негативно сказываются на итоговом положении в гонке.
- Команды обязаны не отходить друг от друга не более чем на 20 футов (6,1 м) и держаться ближе в съёмочной и звукозаписывающей команде[к. 15]. При использовании любых видов транспорта команды должны быть рядом с оператором и звукорежиссёром. При этом, на камеру всегда записывается, что команды бронируют или покупают билеты на двоих, когда как на самом деле, они обязаны приобретать четыре билета[19].
- Команды обязаны приобретать авиабилеты экономкласса[к. 16]., используя лишь кредитную карту, предоставленную организаторами[20][21]. Вместе с тем, командам разрешено лететь бизнес-классом, в случае, если оный предоставлен авиакомпанией без взымания дополнительной платы.[22]. Командам позволительно приобретать за наличные деньги билеты более высоких классов при перемещении другими видами транспорта[23]. В некоторых случаях, командам воспрещается пользоваться определёнными авиалиниями, такими как Malaysia Airlines, Lion Air, Scoot и т. д.
- Командам запрещено контактировать с членами семьи, друзьями и знакомыми без надзора организаторов шоу. Однако, в течение «гонки», участникам могут разрешить коротко переговорить с близкими[24]. В этом случае им не разрешается выполнять задания или перемещаться, прежде чем закончится разговор. В исключительных случаях командам разрешают позвонить родным в случае каких-либо происшествий[к. 17].
- Командам разрешено взаимодействовать с местными жителями для получения информации о маршруте и выполнения заданий[к. 18]. Состязающимся необходимо дать понять местным жителям, появляющимся в кадре, что видеосъёмка является законной, однако, многие участники гонки сводят эти контакты к минимуму, либо вовсе избегают их, поскольку из-за языкового барьера этот процесс может занять много времени.
- Командам позволительно взаимодействовать друг с другом на любом этапе гонки, если это не запрещено при выполнении заданий.[25][26]. За исключением препятствий «Уступи дорогу» и «Разворот», командам запрещено затруднять продвижение конкурентов, например, изымать оставшиеся конверты из ящика, перехватывать предназначенный для конкурентов транспорт, портить оборудование, необходимое для выполнения заданий.
- Командам категорически запрещено пользоваться электронными картами, путеводителями, мобильными телефонами, КПК и иными устройствами на старте гонки, однако, в дальнейшем они могут попросить их на время у местных жителей или приобрести за свои деньги. Электронные устройства также могут быть предоставлены организаторами шоу для выполнения заданий[27]
- Командам запрещено обменивать личные вещи на услуги, однако, им не запрещено их продавать. На пит-стопе рюкзаки участников гонки могут осматриваться организаторами. Вместе с тем, данное правило не распространяется на предметы, приобретённые участниками в ходе гонки.
- В случае, если командам предписывается идти пешком или вести автомобиль к пункту назначения самостоятельно, участники не имеют права попросить водителя такси направляться туда и следовать за ним. В ранних сезонах этой тактикой часто пользовались соревнующиеся, но с семнадцатого сезона[англ.] это стало запрещено.
- Командам предписывается постоянно держать при себе поясную сумку с наличностью, паспортами и иными документами, конвертам и иными ценными вещами. Если команда в ходе гонки теряет что-либо из документов или конверты с подсказками, на пит-стопе их обязывают найти их прежде чем финишировать. Однако, в двадцать первой гонке[англ.] произошел инцидент, в ходе которого команде, у которых водитель такси украл рюкзаки, посчастливилось попасть на «этап без выбывания». Ведущий объявил участникам, что им можно продолжить гонку, но необходимо найти документы до конца следующего этапа. Данное правило не распространяется на необязательные вещи, такие как одежда или предметы личной гигиены.
- Команды обязаны выполнять задания именно таким образом, как указано в подсказках. В случае, если участники гонки не могут выполнить задание, нарушают правила выполнения или же не могут найти конверт и, следовательно, пропускают одно из заданий, на пит-стопе им объявляется, что им необходимо вернуться, найти конверт или переделать задание, либо они могут получить штраф[к. 19].
- Если две последние команды прибывают к финишу одновременно, из гонки выбывает команда, занявшая более низкое место на предыдущем этапе.[28]
- Командам запрещено прикасаться к вещам других команд, например, убирать их из багажника такси, чтобы перехватить автомобиль. Однако, они могут убедить водителя сделать это самостоятельно, в этом случае, на них не будет распространяться штрафы.
- Командам запрещено попрошайничать в тех местах, где это незаконно. В американской версии шоу командам дополнительно запрещено просить деньги в аэропортах США.
- Участникам гонки категорически запрещено курить во время съёмок шоу.
- Команды обязуются блюсти законы тех стран, в которых они оказываются на тех или иных этапах гонки.
- Начиная с двадцать пятого сезона[англ.] командам, планирующим свой маршрут, разрешено бронировать и покупать билеты лишь один раз. Они не имеют права сдать их и заказать иные, если обнаружат более быстрые варианты.

В ходе гонки командам могут предоставляться дополнительные инструкции и правила, применительные к конкретному этапу или заданию. Как правило, зрителям он них не сообщают, если они не могут сказаться на результатах.

#### Штрафы и отсрочки
В случае, если команда, пришедшая к пит-стопу, нарушила на этапе какие-либо правила игры, она обязана вернуться к месту нарушения и проделать действие повторно. В случае, если исправить ошибку не представляется возможным, команда получает штраф, который она должна отбыть у финишной прямой прежде чем ей позволят завершить этап. Правилами игры установлен штраф в 30 минут непосредственно за само нарушению и к нему добавляется время, которое команда выиграла благодаря нарушению. Для некоторых нарушений предусмотрены более серьезные штрафы — за обмен личных вещей на услуги — 2 часа, за невозможность завершить те или иные задачи в ходе гонки — до 4 часов, за отказ от выполнения задания типов «задержки на дороге» и «ограничитель скорости» — ровно 4 часа, за неспособность завершить задание «объезда», либо за ошибки, допущенные при выполнении «быстрого перехода» — 6 часов, за перелёт бизнес-классом, если оный не предоставлен авиакомпанией или не стоил команде столько же, сколько экономический — 24 часа. В ранних сезонах игры команды, не сумевшие справиться ни с одним из заданий «объезда» получали 24-часовой штраф, однако, начиная с 17-го сезона, он был уменьшен на 18 часов. При нарушении нескольких правил игры, штрафы суммируются.
Штрафы, касающиеся «задержек на дороге»:
- Если участник команды не может справиться с заданием, команда получает 4-часовой штраф. Штраф отбывается на месте выполнения задания.
- Если обстоятельства игры вынуждают участников прекратить задание, к примеру, из-за того, что закрывается место, где они должны его завершить, то они должны отбыть штраф на пит-стопе.
- Если несколько участников не могут справиться с заданием, они могут объявить о решении не выполнять его. Отсчёт времени начинается с момента объявления.
- Если к месту выполнения задания не подошла хотя бы одна из команд, участники не могут объявить о своём отказе от выполнения[31]

Во вторых «израильских гонках» для участников, не справившихся с «задержками на дороге» предназначался часовой штраф. В двадцатом сезоне участникам предоставлялось несколько попыток справиться с заданием, если им это не удавалось, то они получали 2-часовой штраф, который нужно было отбыть на пит-стопе.
«Штрафникам» не нужно ждать все положенное время на пит-стопе, в случае, если перед ними успевают финишировать остальные команды. В этом случае ведущий подзывает их и сообщает о выбывании из гонки. В случае, если штраф участники получают на «этапе без выбывания», то его отбыть они должны на старте следующего этапа. В случае, если организаторы игры замечают нарушения уже после финиша команды, её участникам нужно будет ожидать на следующем старте. В третьем сезоне произошёл случай, когда команда, нарушившая правила, благополучно финишировала. Однако, организаторы шоу попросили участников вернуться на пит-стоп, где ведущий объявил об их нарушении, штрафах и о том, что, отбыв положенное время у финишной черты, команда должна была оказаться на последнем месте. В итоге «штрафников» исключили из гонки, ранее выбывшую команду вернули.
В случае, если происходит поломка транспортного средства, предназначенного для команды, то им может предоставляться его замена, однако им не положено никаких отсрочек по времени ожидания. Вместе с тем, если какие-либо задержки команда понесла по вине организаторов игры, то на старте следующего этапа они могут начать гонку раньше.

## Производство
Шоу является весьма сложным в производстве. К числу трудностей относят долгий подготовительный этап, сочетающий в себе разведку местности, на которой планируется проводить этапы игры, составление заданий, длительный отбор команд, планирование маршрутов. В ходе самой гонки съёмочная команда обязана повсюду следовать за ведущим и участниками шоу. К числу основных трудностей, с которыми сталкиваются организаторы игры уже после монтажа окончательной версии, относят необходимость сохранить в секрете информацию о маршруте, заданиях и победителях.
В качестве признания усилий, прилагаемых организаторами гонки, реалити-шоу стало лауреатом многих престижных наград, включая Primetime Emmy Award в различных номинациях — за оригинальную идею, качественное воплощение, аудио и видеопроизводство, монтаж. С 2010 года телеигра транслируется в формате HDTV.

## Международные версии

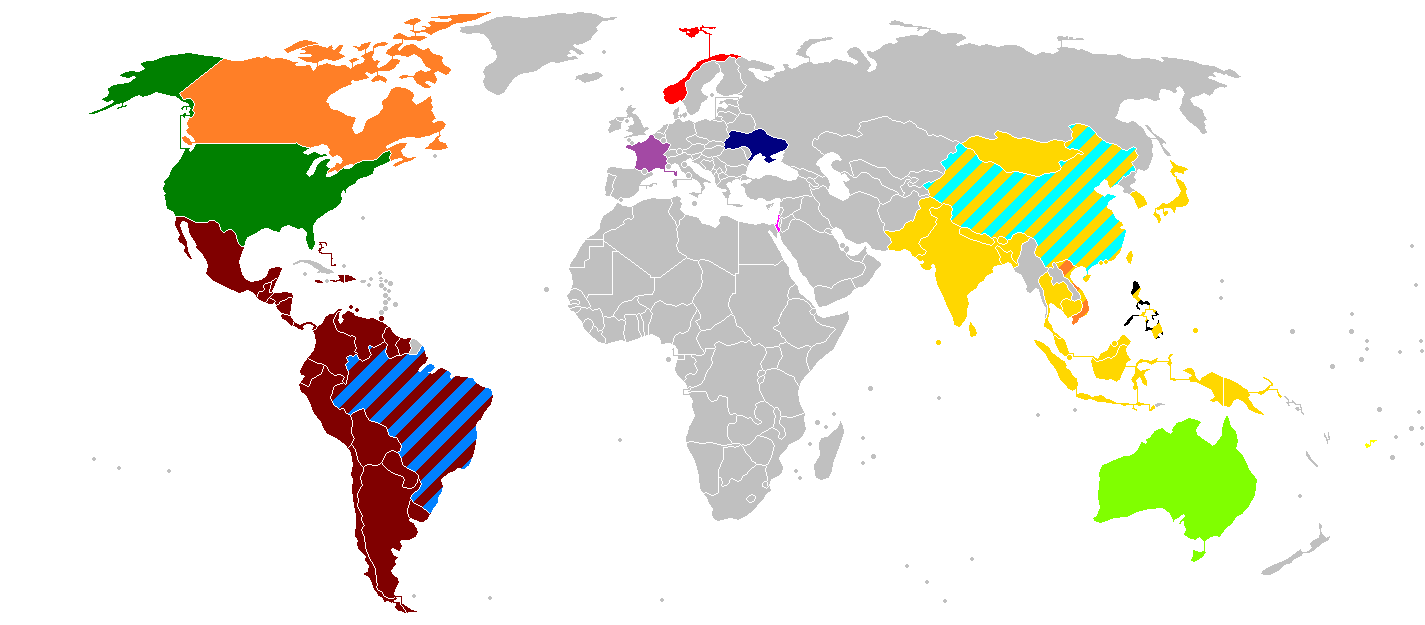
Страны, в которых существовало телешоу
The Amazing Race Australia (Австралия)
The Amazing Race Asia (Азия)
The Amazing Race: A Corrida Milionária (Бразилия)
The Amazing Race Vietnam (Вьетнам)
Мируц ле-миллион («Погоня за миллионом») (Израиль)
The Amazing Race Canada (Канада)
The Amazing Race: China Rush (первая китайская версия)
The Amazing Race (Латинская Америка)
The Amazing Race Norge (Норвегия)
Сокровища императора (Россия)
The Amazing Race (США)
Великі перегони («Большие гонки») (Украина)
The Amazing Race Philippines (Филиппины)
Amazing Race (Франция)

Впервые гонка транслировалось каналом CBS 5 сентября 2001 года. С тех пор, телеканал-организатор, основная концепция а также ведущий остаются неизменными. В октябре 2005 года CBS позволило использовать оригинальный формат игры телекомпаниям, находящимся за пределами США.

### Азиатско-Тихоокеанский регион
The Amazing Race Asia стала первой азиатской и первой международной адаптацией телешоу. Право на создание азиатской версии были приобретены телекомпаниямиBuena Vista International Television — Asia Pacific (BVITV-AP) и Sony Pictures Television International Auditions were then announced that took place in February to March 2006.. На экранах «азиатские гонки» впервые появились 9 ноября 2006 года. Шоу транслировалось на канале AXN Asia, ведущим выступил Аллан Ву. Всего было выпущено 3 сезона игры, последний — в 2010 году.
Благодаря успеху развитому успеху, многие телекомпании на континенте задались идеей организовать собственные версии популярной игры.
8 апреля 2008 года израильская телесеть Решет анонсировала производство собственной версии игры, названную «Мируц ле-миллион» (ивр. המירוץ למיליון‎). Впервые телешоу появилось в эфире второго канала израильского телевидения 5 февраля 2009 года. Продюсированием занимались собственно Решет и австралийская компания activeTV, являвшаяся организатором первых «азиатских гонок». По состоянию на начало 2016 года, всего было создано 4 сезона игры.
В марте 2010 года азиатско-тихоокеанское подразделение медиакорпорации Disney–ABC International Television анонсировало создание китайская версия «гонок», продюсером выступила шанхайская компания Fly Films. Съёмки проходили с марта по апрель 2010 года, итоговая версия транслировалась телеканалом International Channel of Shanghai в августе. Ведущим вновь выступил Аллан Ву. Всего было снято 3 сезона, последний вышел в 2012 году. В 2014 году медиахолдинг Shenzhen Media Group анонсировал выкуп всех прав на производство телешоу в Китае. После этого, было отснято и показано два сезона в новом формате, получившем название The Amazing Race (China).
19 июля 2010 года телеканал Seven Network приобрел права на производство австралийской версии игры, получившей название The Amazing Race Australia. Продюсированием телешоу занялись телекомпании activeTV и ABC Studios, дистрибуцией — Disney Media Distribution Asia Pacific. Но роль ведущего был одобрен новозеландский актёр Грант Боулер. По состоянию на начало 2016 года, вышло 3 сезона «гонок», в одном из них был реализован оригинальный формат, в котором австралийские команды соревновались не только друг с другом, но и с представителями другого государства, Новой Зеландии.
26 марта 2011 года права на организацию гонок на Филиппинах приобрела местная телекомпания TV5, она же утвердила на роль ведущего Дерека Рамсея. Первый сезон телеигры, получившей название The Amazing Race Philippines, транслировался с 29 октября по 15 декабря 2012 года. Второй и последний на данный момент сезон транслировался в 2014 году.
1 марта 2012 года вьетнамские телекомпании BHD Corp. and VTV3 объявили о грядущих съёмках собственной версии, названной The Amazing Race Vietnam — Cuộc đua kỳ thú. Актёр Дастин Нгуен выступил режиссёром, исполнительным продюсером и ведущим первого сезона. На начало 2016 года всего вышло 4 сезона «вьетнамских гонок».

### Европа
В 2005 году телеканал AXN Central Europe анонсировал создание версии игры, названную «The Amazing Race Central Europe». Было подано 2500 заявок от кандидатов, съёмки предполагалось провести в начале 2006 года, а трансляцию итоговой версии — в сентябре. Тем не менее, проведя кастинг финалистов, компания решила не продолжать производство по финансовым причинам.
В октябре 2011 года норвежская телекомпания TV 2 объявила о выкупе прав на производство локальной версии телешоу. Заявки на участие принимались с 11 по 31 октября, съёмки начались в январе 2012 года ex-football player Freddy dos Santos is the host of The Amazing Race Norge.. Программа появилась на норвежском телевидении 11 апреля. По состоянию на февраль 2016 года было выпущено 2 сезона «норвежских гонок».
23 марта 2012 года было объявлено о создании французской телеверсии популярной игры. Её организацией занялась компания Shine France, дистрибьютором стал телеканал D8. Съёмки проводились в июне-июле того же года, на телеэкранах французская версия появилась 22 октября.
В том же году украинский канал 1+1 объявил о создании собственной версии реалити-шоу, названной Великі перегони. Итоговая версия игры вышла на экраны 23 апреля 2013 года. В 2014 году предполагалось начать съёмки второго сезона, однако из-за неблагоприятной политической и финансовой ситуации в стране проект был заморожен.
В 2023 году было объявлено о создании собственной российской телеверсии популярной игры, названной Сокровища императора. Её организацией занялась компания Plan B Media, дистрибьютором стал телеканал ТНТ. Съёмки проводились в октябре-ноябре того же года, на телеэкранах российская версия появилась 10 марта 2024 года.

### Новый Свет
В конце 2006 года было объявлено о создании бразильской версии игры, названной The Amazing Race: A Corrida Milionária. Итоговую версию предполагалось транслировать на телеканале RedeTV!. Подбор конкурсантов осуществлялся с января по июль, съёмки проводились с августа по сентябрь. Первый и единственный сезон находился в эфире с 13 октября 2007 по 5 января 2008 года.
15 октября 2008 года латиноамериканские подразделения каналов Discovery Channel и Disney объявили о создании локальной версии игры, названной The Amazing Race en Discovery Channel. Съёмки первого сезона проводились в разных странах Южной Америки и Карибского бассейна в начале 2009, в эфире шоу появилось в конце того же года. Второй сезон был отснят и показан в эфире в 2010 году. В январе 2011 года компания права на производство третьих «гонок» приобрел телеканал Space. Компания организовала также и четвертый сезон гонок, главное отличие которого от предыдущих заключалось в том, что в нем участвовали лишь бразильские конкурсанты. Всего, по состоянию на февраль 2016 года было создано 6 сезонов латиноамериканской версии игры.
30 ноября 2012 года было объявлено о создании канадской версии телеигры, названной The Amazing Race Canada. Организатором и дистрибьютором выступила телекомпания CTV, ведущим стал победитель XXI Зимних Олимпийских игр Джон Монтгомери.

### Международные версии
В эфире 
     В производстве  
     Производство прекращено  
     Недавно завершившиеся  
| Страна / Регион                 | Название | Название | Телесеть                                                                  | Года производства | Ведущий                                                                                            | Сезоны           | Сезоны      | Приз |
| Страна / Регион                 | Название | Название | Телесеть                                                                  | Года производства | Ведущий                                                                                            | Бывшие и текущие | Предстоящие | Приз |
| ------------------------------- | -------- | --- | ------------------------------------------------------------------------- | ----------------- | -------------------------------------------------------------------------------------------------- | ---------------- | ----------- | --- |
| Австралия Новая Зеландия (2014) |          | The Amazing Race Australia v New Zealand (Сезон 3)                                                                        | Seven Network TVNZ (TV2) (Сезон 3)                                        | 2011-2012, 2014   | Грант Боулер                                                                                       | 3                | н/д         | AUD250.000 |
| Азия                            |          | The Amazing Race Asia | AXN Asia                                                                  | 2006-2008, 2010   | Аллан Ву                                                                                           | 4                | н/д         | $100.000 |
| Бразилия                        |          | The Amazing Race: A Corrida Milionária                                                                                    | RedeTV!                                                                   | 2007-2008         | Рони Курвело                                                                                       | 1                | н/д         | R$500.000 |
| Вьетнам                         |          | The Amazing Race Vietnam (вьет. Cuộc đua kỳ thú)                                                                          | VTV3 (Сезоны 1-2, 4) VTV6 (Сезон 3)                                       | 2012-2015         | Дастин Нгуен (Сезон 1) Хюи Кхань (Сезоны 2-3) Фан Ань (Сезон 4)                                    | 4                | н/д         | 300.000.000₫ |
| Израиль                         |          | Мируц ле-миллион ивр. המירוץ למיליון‎ Погоня за миллионом                                                                  | Канал 2                                                                   | 2009, 2011-н. в.  | Раз Меирман (Сезон 1) Рон Шахар (Сезоны 2-4)                                                       | 4                | 1           | ₪1.000.000 |
| Канада                          |          | The Amazing Race Canada                                                                                                   | CTV                                                                       | 2013-н. в.        | Джон Монтгомери                                                                                    | 3                | 1           | CAD500.000 Наличными и в виде призов |
| Китай                           |          | The Amazing Race: China Rush кит. 极速前进：冲刺！中国                                                                    | ICS Dragon TV (Сезоны 2-3)                                                | 2010-2012         | Аллан Ву                                                                                           | 3                | N/A         | Путешествие вокруг света |
| Китай                           |          | The Amazing Race (Китай) кит. 极速前进                                                                                    | Shenzhen TV                                                               | 2014-н. в.        | Энди Он (Сезон 1, Эпизоды 1-2) Аллан Ву (Сезон 1, Эпизод 3 — Сезон 2)                              | 2                | н/д         | ¥1.000.000 для пожертвований на благотворительность. (Сезон 1) Два новых автомобиля Infiniti (Сезон 1: Infiniti Q50, Сезон 2: Infiniti Q50L и Infiniti QX50) |
| Латинская Америка               |          | The Amazing Race (исп. The Amazing Race en Discovery Channel (Сезон 1-2) (порт. The Amazing Race: Edição Brasil (Сезон 4) | Discovery Channel (Сезоны 1-2) Space (Сезоны 3-6) TC Televisión (Сезон 6) | 2009-2014         | Харрис Уитбек (Сезоны 1-3) Пауло Зулу (Сезон 4) Тойя Монтойя (Сезоны 5-6) Хайме Арельяно (Сезон 6) | 6                | н/д         | $250.000 (Сезоны 1-5) $100.000 (Сезон 6) |
| Норвегия                        |          | The Amazing Race Norge | TV 2                                                                      | 2012-2013         | Фредди дос Сантос                                                                                  | 2                | н/д         | NOK500.000 2 автомобиля (Сезон 1: Subaru XV, Сезон 2: Subaru Forester)                                                                                       |
| Россия                          |          | Сокровища императора | ТНТ                                                                       | 2024-н. в.        | Ольга Бузова Михаил Галустян                                                                       | 1                | 1           | ¥1.000.000 |
| США                             |          | The Amazing Race (США) Family Edition (Сезон 8) All-Stars (Сезоны 11, 24) Unfinished Business (Сезон 18)                  | CBS                                                                       | 2001-н. в.        | Фил Кеоган                                                                                         | 36               | 1           | $1.000.000 |
| Украина                         |          | Большие гонки (укр. Великі перегони)                                                                                      | 1+1                                                                       | 2013              | Александр «Фоззи» Сидоренко                                                                        | 1                | н/д         | ₴500.000 |
| Филиппины                       |          | The Amazing Race Philippines                                                                                              | TV5                                                                       | 2012, 2014        | Дерек Рамсей                                                                                       | 2                | н/д         | 2.000.000₱ |
| Франция                         |          | Amazing Race (Франция) | D8                                                                        | 2012              | Александр Дельпьер                                                                                 | 1                | н/д         | €50.000 |

## Влияние

### Видеоигры
2 ноября 2010 года в странах Северной Америки вышла видеоигра по мотивам телешоу, разработанная компанией Ludia. Изначально разрабатывавшаяся для приставки Wii, чуть позже она была адаптирована для iPhone, iPod touch и iPad.

### Пародия
В 2015, на каналах Teletoon и Cartoon Network появилась канадская пародийная телепрограмма The Ridonculous Race.

## Комментарии
1. ↑  Фраза из лексикона фанатов телешоу, впоследствии цитируемая во многих официальных обзорах на телевидении и в прессе.
2. ↑  Данное чередование необходимо, чтобы команды не испытывали привязанности к постоянно сопровождающим их людям.
3. ↑  В восьмом сезоне американской версии телешоу на средства с кредитных карт можно было покупать топливо для автомобилей.
4. ↑  Здесь и далее, термины и понятия игры на русском языке даются в переводе, выполненном каналом ДТВ-Viasat.
5. ↑  В связи с тем что опознавательные знаки похожи на флаг Южного Вьетнама, при проведении «вьетнамских» этапов гонок знаки были окрашены в однородный тёмно-жёлтый в третьем сезоне[англ.], а в остальных случаях - в оригинальные жёлто-белые цвета. В восьмой гонке[англ.] опознавательные знаки были жёлто-чёрно-белыми. В бразильской версии телешоу[англ.] цвета были жёлто-зелёными, эта же цветовая гамма использовалась при проведении «вьетнамского» этапа в австралийской[англ.]. В латиноамериканской версии[англ.] цветовая гамма сочетала чёрный и голубой, а во вьетнамской[англ.] — светло-зелёный и оранжевый.
6. ↑  По правилам игры, команды должны вскрыть конверты и ознакомиться с содержимым только в присутствие друг друга.
7. ↑  Правилами игры установлено, что команда, нарушавшая указания, к примеру, воспользовавшаяся услугами такси там, где необходимо преодолеть путь пешком, должна отбыть 30 минут штрафного времени на финише.
8. ↑  За исключением случаев, когда оставшиеся в гонке участники уже брали «быстрый переход» в предыдущих турах.
9. ↑  Фраза «мой бык сломан» (англ. my ox is broken!), в сердцах произнесённая участником Колином Гвином во время выполнения задания, стала неофициальным девизом игры. Так была озаглавлена книга Адама-Троя Кастро, посвящённая истории телешоу.
10. ↑  В канадской версии игры[англ.], наоборот, участники могут пользоваться помехой неограниченное число раз.
11. ↑  Однако «экспресс-проход» может присуждаться победителям и на последующих этапах. Так, в двадцать первой[англ.] и двадцать пятой гонках[англ.] его получали победители второго тура, в некоторых международных версиях его вручали и на третьем этапе гонки.
12. ↑  Обычно гонщики должны добежать до финиша и встать на специальный клеенчатый настил перед ведущим и местным жителем, который приветствует их стандартным «добро пожаловать в...». После ведущий объявляет итоговое место, которое заняла команда.
13. ↑  Однако, трансляция финального «супер-этапа» была разбита не несколько частей, это же произошло и с одним финальным эпизодом латиноамериканской версии.
14. ↑  На одном из этапов семнадцатой гонки[англ.] участники также не понесли штрафных санкций из-за ошибки организаторов.
15. ↑  При этом допускается, что участники команды могут отходить друг от друга, иногда на весьма значительное расстояние, при выполнении заданий.
16. ↑  В китайской версии игры, наоборот, команды в большинстве случаев путешествуют бизнес-классом.
17. ↑  Во время 5 эпизода двадцать первого сезона[англ.] Джеймсу Ломенцо на пит-стопе позвонила жена, сообщившая о резком ухудшении здоровья его отца.
18. ↑  В некоторых случаях это может быть запрещено, в этом случае в конверт будет вкладываться специальная пометка.
19. ↑  Данное правило не распространяется на «быстрый переход» или «экспресс-проход».
20. ↑  Если порядок старта меняется, то для зрителей будут записаны комментарии, объясняющие ошибки команды на предыдущем этапе.
21. ↑  Ранее компания выступала организатором телеигры Shanghai Rush, на которую оказало большое влияние концепция «удивительных гонок».
22. ↑  В двадцать первом сезоне[англ.] присутствовала опция удвоения выигрыша, согласно которой победители первого и последнего этапов могли выиграть гран-при в размере $2.000.000[54].